# Fabronia nietneri
Fabronia nietneri är en bladmossart som beskrevs av C. Müller 1869. Fabronia nietneri ingår i släktet Fabronia och familjen Fabroniaceae. Inga underarter finns listade i Catalogue of Life.